# Јаромил Јиреш
Јаромил Јиреш (чеш. Jaromil Jireš; Братислава, 10. децембар 1935 — Праг, 24. октобар 2001) био је чешки режисер и сценариста, који се сматра родоначелником чехословачког новог таласа. Дипломирао је режију и фотографију у познатој прашкој, филмској школи ФАМУ. Радио је у позоришту Латерна магика у периоду од 1960. до 1962. Након неколико кратких филмова режирао је свој први дугометражни филм „Крик” 1964. Филм је приказан на Канском фестивалу и неретко се описује као први филм чехословачког новог таласа, филмског покрета који је препознатљив по црном хумору, натуршчицима и импровизованим дијалозима. Потом је сарађивао на снимању омнибус филма „Бисери на дну” заснованог на причама Бохумила Храбала.
У периоду кратке либерализације током Прашког пролећа снимио је остварење „Шала” (1968), отворену критику комунистичког система, засновану на роману Милана Кундере. Након Совјетске инвазије на Чехословачку исте године „Шала” је убрзо забрањена. Наредне године снимио је „Валерију и недељу чуда”, надреалистички филм о сексуалном сазревању. Током седамдестих и осамдесетих махом је снимао за телевизију, али је снимио и дугометражне филмове: „Младић и Моби Дик” (1979), „Непотпуно помрачење” (1982) и „Лавиринт” (1991).
Био је ожењен и имао је двоје деце.